# Hausknechtstaler
Der Hausknechtstaler ist eine Variante des Wildemannstalers, d. h. einer Talermünze, die eine besondere Form des Wilden Manns zeigt. Bei den meisten Wildemannstalern hält der Wilde Mann in der rechten Hand einen recht kahlen Nadelbaum, der senkrecht auf den Boden ruht. Bei den Hausknechtstalern hält der Wilde Mann den Nadelbaum quer und leicht nach unten geneigt wie einen Besen vor sich. Der Name der Münze ist eine Spottbezeichnung für diese Art der Hausknechtsarbeit, die der Wilde Mann zu verrichten scheint.
Hausknechtstaler wurden erstmals 1643 unter August II. von Braunschweig-Wolfenbüttel in der Zellerfelder Münze geprägt.

## Quelle
- Artikel „Hausknechtstaler“ in Friedrich von Schrötter, N. Bauer, K. Regling, A. Suhle, R. Vasmer, J. Wilcke: Wörterbuch der Münzkunde, Berlin 1970 (Nachdruck der Originalausgabe von 1930), S. 256.